# Бородатка Орианы
Борода́тка Ориа́ны  (лат. Artedidraco orianae) — морская антарктическая донная рыба семейства бородатковых (Artedidraconidae) подотряда нототениевидных (Notothenioidei) отряда окунеобразных (Perciformes). В литературе встречается также некорректное название «орианская бородатка». Один из шести видов в роде Artedidraco. Впервые описана как новый для науки вид в 1914 году британским ихтиологом Чарльзом Тейтом Ригеном (англ. Charles Tate Regan, 1878—1943) по двум синтипам общей длиной 80 мм, пойманным на глубине 82—91 м у мыса Адэр Земли Виктории в море Росса в Восточной Антарктике. Вид назван в честь жены британского полярного исследователя Эдварда Адриана Уилсона (англ. Edward Adrian Wilson, 1872—1912) — Орианы Соупер (англ. Oriana Souper).
A. orianae — это типично донная, относительно мелководная мелкая рыба общей длиной немногим более 15 см. Является эндемиком высокоширотной зоны Южного океана в Восточной Антарктике, известным с глубин 82—801 м. Согласно схеме зоогеографического районирования по донным рыбам Антарктики, предложенной А. П. Андрияшевым и А. В. Нееловым, ареал вида находится в границах гляциальной подобласти восточноантарктической, или континентальной провинции Антарктической области.
Как и у других антарктических бородаток у A. orianae имеется подбородочный усик, уникальная видоспецифичность строения которого является одной из важнейших характеристик в систематике семейства в целом, а также отсутствует чешуя на теле (кроме боковых линий). У этого вида, как и у всех видов рода Artedidraco, первый спинной плавник расположен над основанием грудного плавника, а голова относительно небольшая, неширокая, с узким межглазничным пространством и без шипа на жаберной крышке.
Бородатка Орианы может встречаться в уловах донных тралов в прибрежных водах Восточной Антарктиды на относительно небольших шельфовых глубинах.

## Характеристика бородатки Орианы
В первом спинном плавнике 3—4 мягких колючих луча; во втором спинном плавнике 23—26 лучей; в анальном плавнике 16—19 лучей; в грудном плавнике 15—18 лучей. В дорсальной (верхней) боковой линии — 18—21 трубчатых костных членика (чешуй) и 0—2 нетрубчатых округлых членика, в медиальной (срединной) боковой линии 16—18 костных члеников. В нижней части первой жаберной дуги тычинки расположены в 2 ряда: общее число тычинок в верхней части дуги — 0—4, общее число тычинок в нижней части дуги — 10—15. Общее число позвонков 35—37.
Тело удлинённое, сжатое с боков, низкое, его высота составляет около 14—20 % стандартной длины тела. Голова небольшая, относительно узкая, её высота немного больше ширины головы, её длина содержится 2,6—3,6 раза, или 28—39 % в стандартной длине. Посттемпоральные костные гребни на верху головы не выражены. Вершина нижней челюсти не выдаётся вперёд. Рыло короче, чем горизонтальный диаметр орбиты. Глаз довольно большой — около 27—31 % длины головы. Межглазничное пространство очень узкое — около 6—10 % длины головы. Первый спинной плавник расположен над основанием грудного плавника. Второй спинной плавник довольно высокий. Две боковых линии — верхняя (дорсальная) и нижняя (медиальная), представленные трубчатыми или прободёнными костными чешуями: в дорсальной боковой линии передний участок с трубчатыми чешуями длинный и доходит назад заметно далее уровня начала второго спинного плавника.
Подбородочный усик с коротким округлым терминальным расширением, тонкий, умеренной длины, его длина содержится 3,4—3,6 раз, или 27—29 % в длине головы.
Общий фон окраски светлый, желтоватый, с относительно редкими неправильными тёмными пятнами на голове и на туловище. Подбородочный усик светлый. На щеках и между передним краем глаза и верхней губой имеются тёмные пятна. На боках туловища под спинными плавниками обычно имеются 4—6 широких тёмно-коричневых вертикальных полос, продолжающихся вверх на спинные плавники. Анальный плавник светлый, иногда с тёмными пятнами или тёмный. Грудные плавники светлые, с 4—6 вертикальными тёмными полосами. Брюшные плавники светлые, с несколькими тёмными пятнышками. Хвостовой плавник светлый, с тёмными верхним и нижним краями и с несколькими (до 6) узкими тёмными вертикальными полосами.

## Распространение и батиметрическое распределение
Ареал вида охватывает шельфовые воды окраинных морей Восточной Антарктиды — море Уэдделла, море Содружества и море Росса. Встречается от прибрежной мелководной зоны до углублённой части шельфа на глубинах от 80 до 801 м.

## Размеры
Мелкий вид: достигает 151 мм общей длины.

## Образ жизни
Типично донный сублиторально—верхне-батиальный вид и типичный бентофаг. В питании главным образом присутствуют гаммариды и свободноживущие полихеты. Кроме того, в желудках рыб также встречаются кумовые раки, гидроиды и каляноидные копеподы